# السلام البريتوري
يشير مصطلح السلام البريتوري إلى الاستقرار النسبي الذي تتمتع به جنوب أفريقيا الحديثة والسياسة الخارجية المهيمنة (اقتصاديًا وسياسيًا) للبلاد تجاه القارة الأفريقية وتشجيعها للحكومات المستقرة والمسؤولة والديمقراطية في الدول الأفريقية الأخرى. يُستخدم مصطلح السلام النيجيري أحيانًا في إشارة إلى الوضع المماثل الذي تتمتع به نيجيريا. كلا المصطلحين مشتقان من تعبير السلام الروماني. المصطلح مشتق أيضًا من بريتوريا، العاصمة الإدارية لجنوب أفريقيا.
ويشير منتقدو السياسة الخارجية لجنوب أفريقيا (بما في ذلك الحلفاء السياسيون لحزب المؤتمر الوطني الأفريقي مثل منظمة نقابات العمال كوساتو)، وخاصة في عهد الرئيس السابق تابو إمبيكي، إلى مشاكل داخلية مثل البطالة والجريمة ووباء الإيدز التي لا تزال دون حل، ويتساءلون عن قيمة سياسة "الدبلوماسية الهادئة" التي ينتهجها حزب المؤتمر الوطني الأفريقي تجاه حكومة زيمبابوي خلال فترة حكمها القمعي الحالية.
وقد استخدم المصطلح أيضًا لوصف الموقف المهيمن لجنوب أفريقيا على جيرانها في حقبة ما قبل عام 1994، مما أجبرها على إبرام اتفاقيات مثل اتفاقية نكوماتي بين جنوب أفريقيا وموزمبيق ومعاهدة عدم اعتداء مع إيسواتيني.